# Marie-Anne de Lachassaigne
Marie-Anne de Lachassaigne, död 1820, var en fransk skådespelare. 
Hon var engagerad vid Comédie-Française i Paris mellan 1765 och 1804. 
Hon spelade spelade främst så kallade karaktärsroller. 